# Narodowa Partia Religijna
Narodowa Partia Religijna (hebr. Miflaga Datit Leumit, w skrócie Mafdal, מפד"ל) – izraelska partia polityczna reprezentująca nurt religijnego syjonizmu, działająca w latach 1956-2008. W siedemnastym Knesecie (2006–2009) tworzyła koalicję z Unią Narodową, pod nazwą Ha-Ichud Ha-Leumi – Mafdal. Później weszła w skład nowego ugrupowania prawicowego – Żydowski Dom (Żydowski Dom).
W przeciwieństwie do ugrupowań religijnych, takich jak np. Szas, NPR nie opowiadała się za wprowadzeniem w Izraelu teokracji, ale za wykorzystywaniem judaizmu w celu budowania i utwierdzania żydowskiego charakteru państwa. NPR postulowała twardą postawę w stosunkach z Palestyńczykami.

## Historia

### Syjonizm religijny
Syjonizm religijny jest jednym z nurtów syjonizmu, którego ideologia łączy wiarę w konieczność utworzenia państwa żydowskiego w Palestynie i prowadzenie życia z nakazami religijnymi, w odróżnieniu od świeckiego syjonizmu. Duchowym i ideologicznym przywódcą tego ruchu był rabin Awraham Jicchak Kuk, który przekonywał młodych religijnych Żydów do osiedlania się w Palestynie, jak również wzywał syjonistów lewicowych (syjonizm socjalistyczny) do zwrócenia większej uwagi na potrzeby duchowe osadników. Kook twierdził, że syjonizm zapewni ponowne osiedlenie się Żydów w Erec Jisrael, co w efekcie doprowadzi do przyjścia Mesjasza.

### Początki
Narodowa Partia Religijna powstała w 1956 r. w wyniku połączenia dwóch ugrupowań – Mizrachi i Ha-Poel ha-Mizrachi. Przedtem utworzyły one wspólną listę i wystartowały w wyborach w 1955 roku pod nazwą Narodowy Front Religijny. Głównymi założycielami partii byli Josef Burg i Chajjim Mosze Szapira (obaj z  Ha-Poel ha-Mizrachi), którzy skupiali swą działalność przede wszystkim na statusie judaizmu w społeczeństwie izraelskim. Partia zwracała uwagę na konieczność zachowania wpływu religii na prawo, edukację, kulturę, jak również kwestie takie jak np. sprzedaż niekoszernego jedzenia czy też zakaz wykonywania pracy w czasie szabatu.
Mafdal posiadał własny związek zawodowy (pod nazwą  Ha-Poel ha-Mizrachi), gazetę (HaTzofe) oraz organizację młodzieżową (Bene Akiwa). Dwie ostatnie funkcjonują do dziś.

### Po wojnie sześciodniowej
Mafdal wchodził w skład wszystkich koalicji rządowych od momentu swego powstania aż do 1992 r. Początkowo ugrupowanie było uznawane za partię centrową. Było tradycyjnym partnerem koalicyjnym Partii Pracy, zadowalając się decydującym głosem w sprawach religijnych w zamian za poparcie dla rządu. Ta kooperacja nazywana była historyczną ligą (הברית ההיסטורית). Jednak spore znaczenie dla ideologii partii miał rok 1967 i zwycięstwo Izraela nad państwami arabskimi podczas wojny sześciodniowej. Wydarzenia te spowodowały rozprzestrzenianie się pośród Izraelczyków mesjanistycznych idei. Wielu członków NPR przesunęło się w swoich poglądach ku skrajnej prawicy. Tendencja ta zachowała się do dziś.
Około 1969 roku wewnątrz partii do głosu doszła nowa generacja działaczy, z Zewulunem Hammerem i Jehudą Ben-Me’irem, nazywanymi „młodymi”. Zażądali oni, aby partia zwróciła większą uwagę na kwestie socjoekonomiczne. Pod ich przywództwem Mafdal podryfował na prawo na izraelskiej scenie politycznej.
Od powstania, NRP posiadała przez niemal cały czas stałą ilość deputowanych do Knesetu – 12. W 1981 roku liczba ta zmniejszyła się do 6 posłów. Powodem tego było m.in. pojawienie się ortodoksyjnych sefardyjskich partii politycznych, takich jak Tami, a później Szas.
Na początku listopada 2008 r., po ogłoszeniu, iż nowe wybory parlamentarne odbędą się w lutym 2009 r., podjęto decyzję o połączeniu Narodowej Partii Religijnej oraz mniejszych partii – Moledet i Tekuma. Te trzy podmioty utworzyły nowe ugrupowanie prawicowe – Żydowski Dom (Ha-Bajit Ha-Jehudi).

## Politycy

### Posłowie wtrzecim Knesecie
Posłowie wybrani w wyborach w 1955: Aharon-Ja’akow Grinberg, Faridża Zu’arec, Chajjim Mosze Szapira, Micha’el Chazani, Mordechaj Nurok, Mosze Kelmer, Mosze Unna, Szelomo-Jisra’el Ben-Me’ir, Jicchak Refa’el, Josef Burg, Zerach Warhaftig